# 이왕직 아악부
이왕직 아악부(李王職雅樂部)에 관한 설명이다.
1897년(광무 원년)에 종래의 장악원(掌樂院)을 교방사(敎坊司)로 개칭하고 제조(提調) 이하 772인의 인원을 두었으며, 1907년(융희 원년)에는 교방사를 장악과(掌樂課)로 고쳐서 궁내부(宮內部) 예식과(禮式課)에 부속시키고, 국악사장(國樂師長) 이하 305인의 인원을 두고, 김종남(金宗南)이 초대 국악사장이 되었다. 1909년(융희 2년)에는 양악군악대에 밀려서 시종원(侍從院) 부속 구 군악수(軍樂手)인 취타내취(吹打內吹) 24인과 세악내취(細樂內吹) 24인이 편입되었다.  한일합방 이후 장악과는 아악대(雅樂隊)로 바뀌고 아악사장 이하 189인의 인원으로 줄었다. 그 뒤 인원을 84명으로 줄이고, 다시 57명으로 줄였다. 1917년에는 아악생 양성소를 두어 제1기생 9명(뒤에 18명)을 모집하여 수업연한을 3년(뒤에 5년)으로 하고 음악실기·음악이론·일반학과를 수업하였다. 1920년 일본 음악학자 다나베(田邊尙雄)의 건의로 1922년에는 당국의 보다 나은 지원을 받게 되었다. 1925년에는 아악대에서 아악부(雅樂部)로 명칭을 고치고 당주동(唐珠洞) 청사에서 운니동(雲泥洞)으로 옮겼으며, 광복 직전까지 종묘·문묘 제향에 제례악을 연주하고, 아악생 양성·아악 방송·악서 및 악보 편찬·악기 제작 등의 활동을 계속하였다. 이왕직 아악부의 전통은 현 국립국악원이 이어받고 있다.

## 역대 국악사장
- 제1대 국악사장 김종남
- 제2대 국악사장 이남희(李南熙)
- 제3대 아악사장 함재운(咸在韻)
- 제4대 국악사장 명완벽(明完璧)
- 제5대 아악사장 김영제
- 제6대 아악사장 함화진(咸和鎭)